# 王腾
王腾（?—?），五胡十六国后燕大臣，燕郡（治今北京城西南）人。
其家世为前燕旧臣。383年，慕容垂起兵叛前秦，丁零首领翟斌响应，王腾与鲜卑段延等各率部曲归附。384年，王腾投慕容垂，慕容凤、王腾、段延全都劝翟斌尊奉慕容垂为盟主，翟斌听从了。402年，后燕慕容熙又任命章武公慕容渊为尚书令，博陵慕容虔为尚书左仆射，尚书王腾为右仆射。